# Universidade de Anglia Ruskin

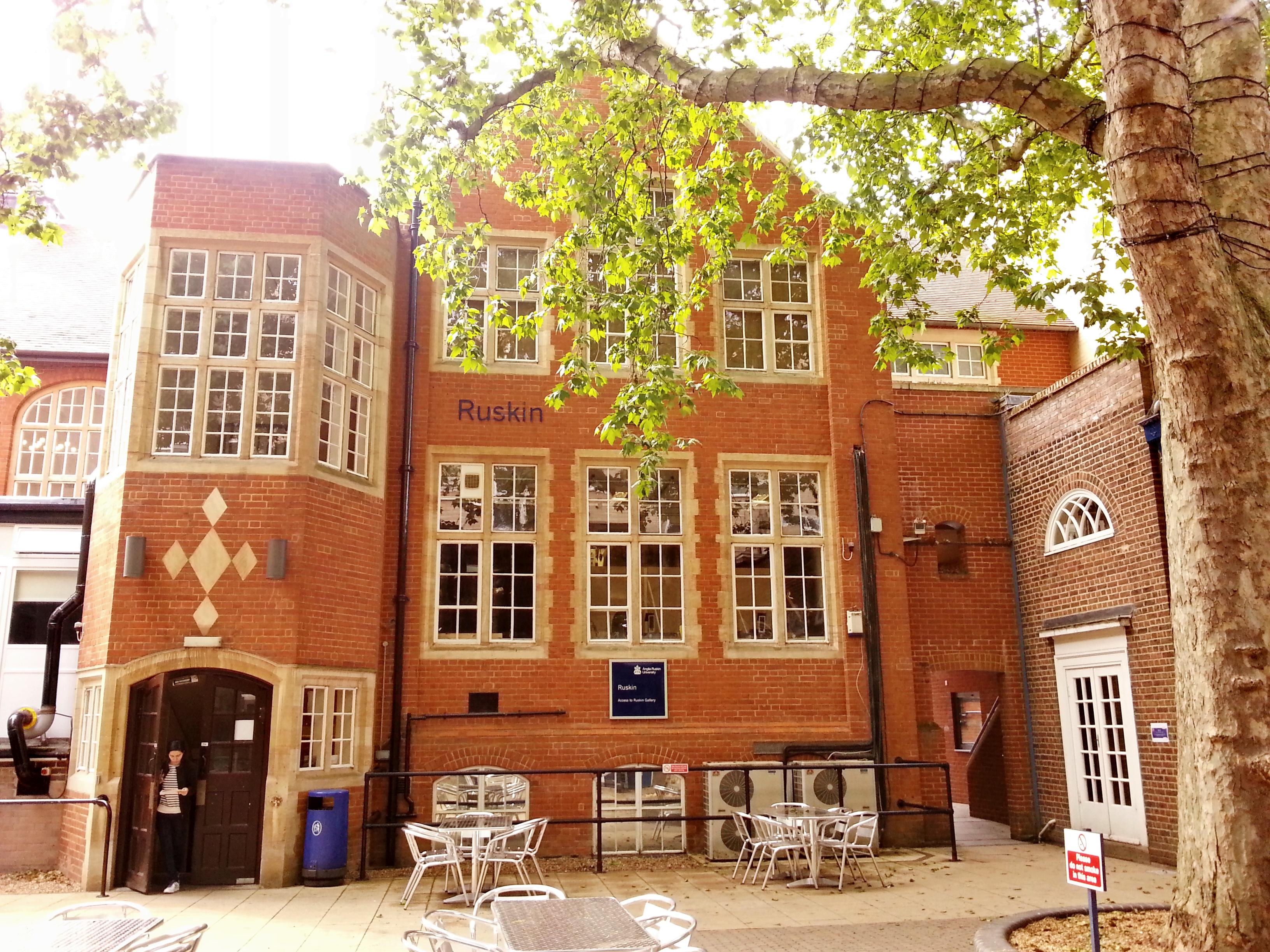
Edifício Ruskin, parte do complexo original de 1858

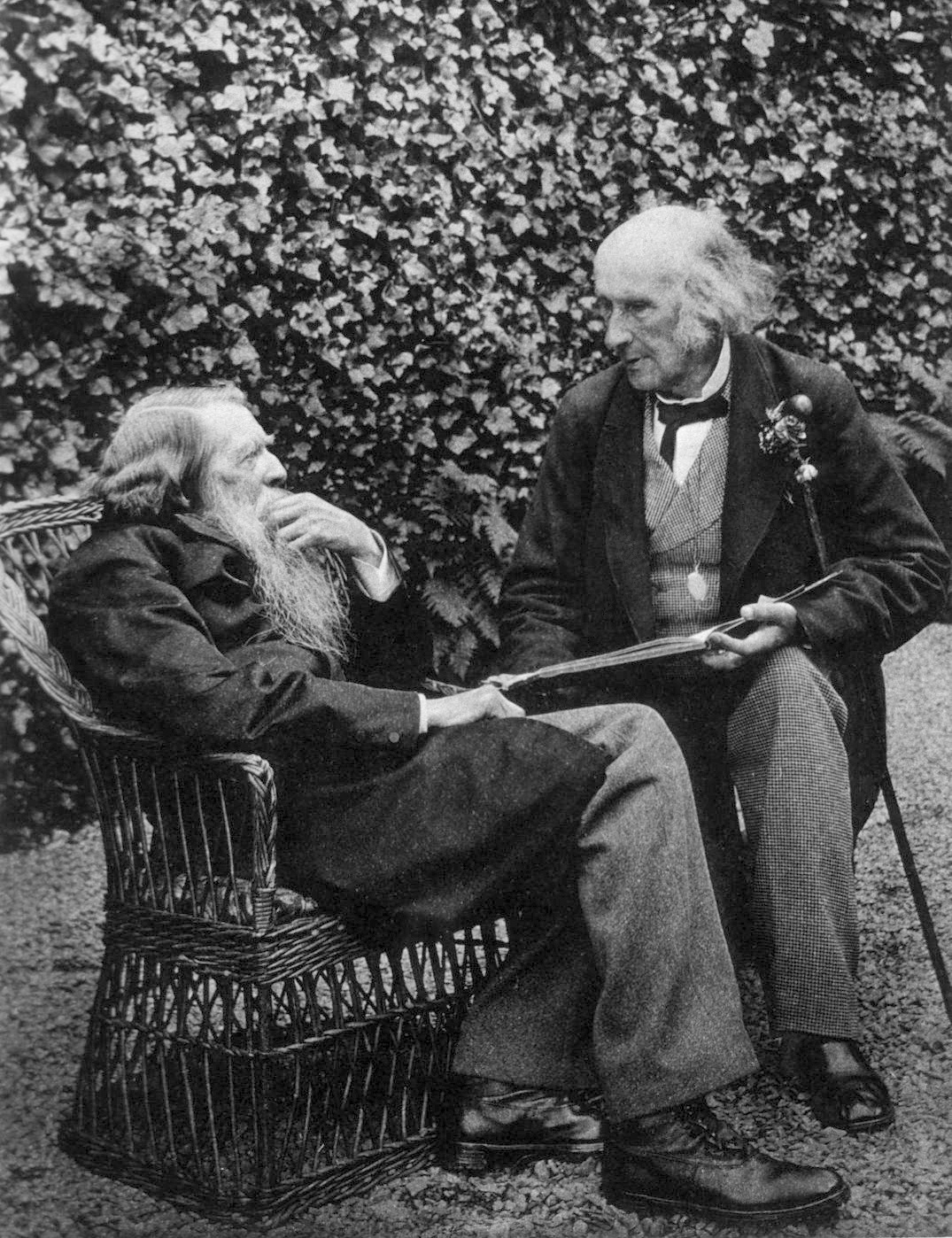
John Ruskin e Sir Henry Acland, 1 Agosto 1893

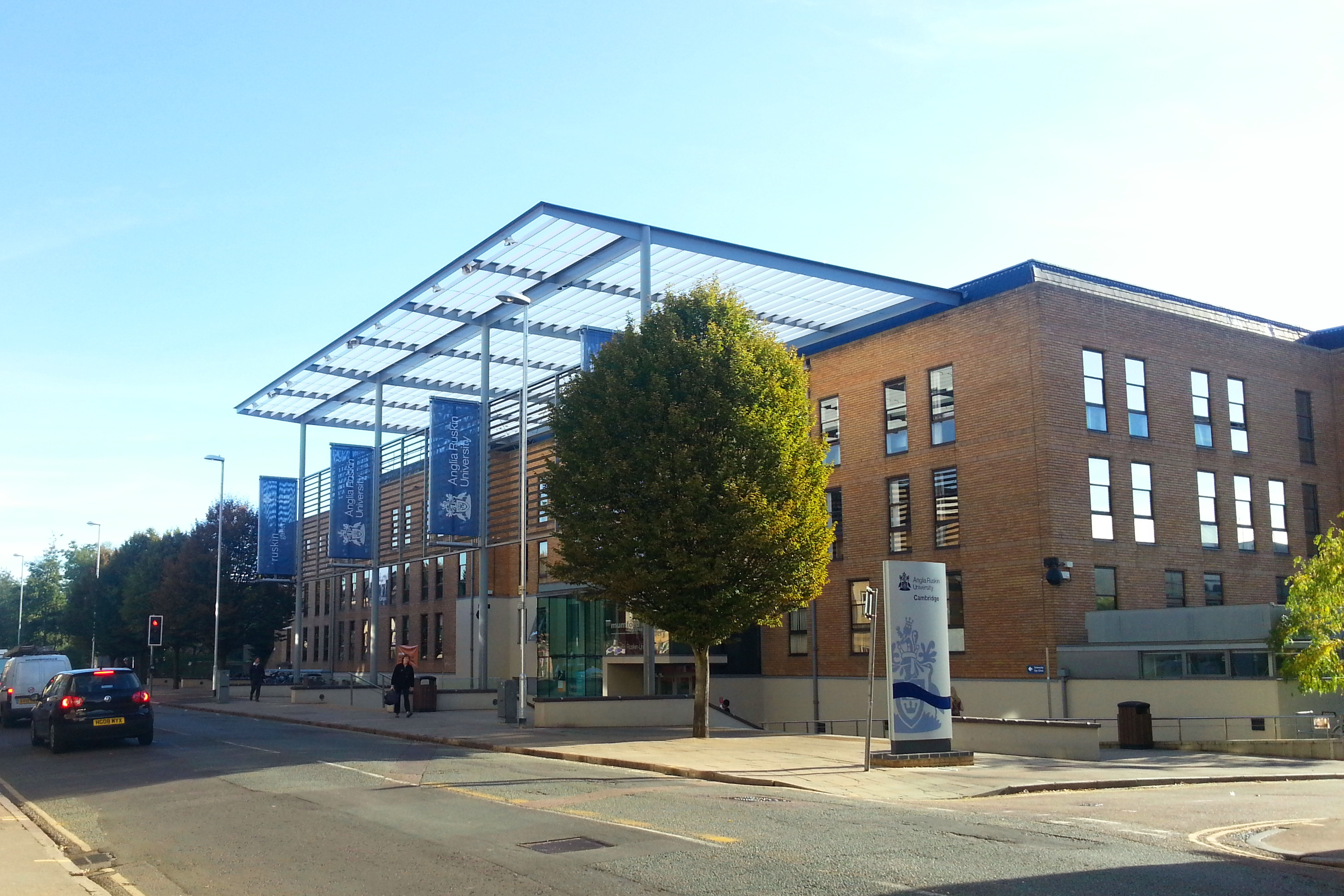
Anglia Ruskin Cambridge em 2012

A Universidade de Anglia Ruskin (Anglia Ruskin University ou ARU) é uma universidade pública na região de East Anglia, Grã-Bretanha. A sua origem remonta à Escola de Arte de Cambridge, Cambridge School of Art fundada por William Beaumont em 1858. Foi estabelecida como universidade oficialmente em 1992 tendo o nome sido alterado para o atual em 2005, em honra do escritor, crítico de arte e filantropo John Ruskin. Com cerca de 34,900 alunos, presença em Londres, Chelmsford e Peterborough, a sede e campus principal é em Cambridge.
Partilha espaços com a College of West Anglia em King's Lynn, Wisbech e Cambridge e tem parcerias com universidades espalhadas pelo mundo incluindo Atenas, Basileia, Berlim, Budapeste, Trinidade, Singapura e Kuala Lumpur. 

## Organização

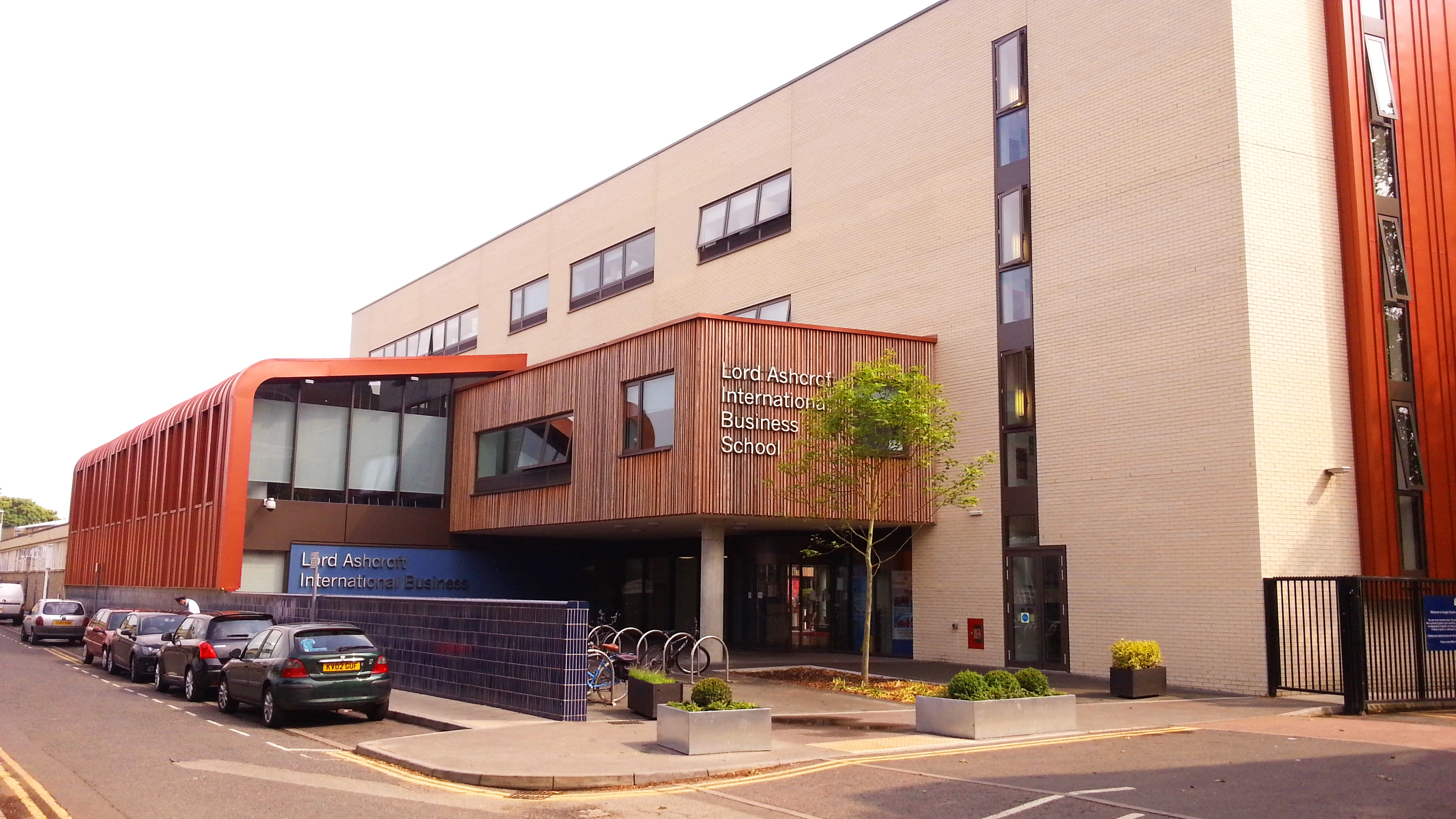
Polo universitário ‘LAIBS’ Cambridge

#### A universidade é composta  de quatrofaculdadesprincipais
- Faculdade de Gestão e Direito
- Faculdade das Artes, Humanística e Ciências Sociais
- Faculdade de Saúde, Educação, Medicina, Enfermagem e Serviço Social
- Faculdade das Ciências e Engenharia

A Lord Ashcroft International Business School (LAIBS) em Cambridge e Chelmsford, é uma das maiores escolas de gestão na região Este da Inglaterra.
Em 2019, a Escola de Medicina foi oficialmente inaugurada no Polo universitário da ARU-Chelmsford pelo Príncipe Edward, Duque de Kent.

#### Institutos de Pesquisa e Investigação
- Cambridge Institute for Music Therapy Research
- Global Sustainability Institute
- Policing Institute for the Eastern Region
- Positive Ageing Research Institute
- StoryLab
- Veterans & Families Institute for Military Social Research
- Vision and Eye Research Institute

## Alunos notáveis e personalidades de destaque
- Michael Ashcroft, Barão de Ashcroft[8], investidor, bilionário e politico do Partido Conservador (Reino Unido)
- Eddie Ballard, profissional de cricket da Cambridge UCCE e Hertfordshire County Cricket Club
- Syd Barrett e David Gilmour, ambos músicos do grupo Pink Floyd
- Chris Beckett, académico, autor e novelista de ficção científica
- Thomas Taylor, escritor e ilustrador britânico
- Patrick Le Quément, engenheiro automotivo e ex-designar principal da Renault.
- Manish Bhasin, jornalista e apresentador desportivo da BBC
- H.M. Brock, linguista da Universidade de Cambridge especializado, e ilustrador
- Hugh Crossley, 4.º Barão de Somerleyton
- John Burnside, académico e autor, vencedor do Prémio literário T. S. Eliot Prize
- Patricia Scotland Baronesa Scotland de Asthal, política, secretário-geral da Commonwealth, membro do governo, ex-ministra, procurador-geral da Inglaterra e do País de Gales e presidente da Chatham House.